# Sócrates
Sócrates Brasileiro Sampaio de Souza Vieira de Oliveira, také známý jen jako Sócrates, (19. února 1954, Belém, Brazílie – 4. prosince 2011, São Paulo), zvaný také Doktor, byl brazilský fotbalový reprezentant, hrající na postu útočného záložníka, a dětský lékař. Vyznačoval se 193 cm vysokou postavou, kudrnatými vlasy a plnovousem, skvělou poziční hrou, elegantním pohybem, brilantními patičkami a kopáním penalt bez rozběhu. Pelé ho roku 2004 zařadil mezi 125 nejlepších žijících fotbalistů.

## Život
Jeho otec byl profesor a milovník antiky, proto ho pojmenoval po filosofovi Sókratovi. Vystudoval pediatrii a do profesionálního fotbalu nastoupil až v roce 1978, kdy se stal hráčem SC Corinthians Paulista. V letech 1979–1986 byl členem národního týmu, za který odehrál 63 zápasů a vstřelil 25 branek. Zúčastnil se světových šampionátů ve Španělsku (kdy byl kapitánem mužstva) a v Mexiku – tehdy jím neproměněná penalta rozhodla o vyřazení Brazilců v památném čtvrtfinále s Francií. V roce 1983 byl zvolen Fotbalistou roku Jižní Ameriky. Svoji kariéru zakončil v italském klubu ACF Fiorentina.
Šlo patrně o posledního špičkového fotbalistu, u kterého nebyl fotbal na prvním místě v životě. Zajímalo ho umění, medicína a politika, kouřil dvě krabičky cigaret denně a za své idoly označoval Johna Lennona a Che Guevaru. Byl velkým kritikem brazilského vojenského režimu. Za svého působení v Corinthians založil hnutí „korintská demokracie“ (narážka na antický původ názvu), usilující o větší vliv hráčů a fanoušků na fungování klubu. Byl majitelem kliniky zaměřené na léčbu sportovních zranění a působil také jako komentátor fotbalových utkání.
Fotbalistou byl také jeho mladší bratr hrající pod přezdívkou Raí – nedosahoval sice jeho talentu, ale na rozdíl od něj získal titul mistra světa – v USA 1994.
Zemřel 4. prosince 2011 ve věku 57 let. Zanechal po sobě manželku a šest dětí.